# 中国人民解放军铁道兵
中国人民解放军铁道兵是1953年至1984年间的中国人民解放军陆军兵种，1984年全体转业到中华人民共和国铁道部。

## 历史沿革
中国人民解放军铁道兵主要由建筑、通信、隧道、线路、桥梁、舟桥等专业工程部（分）队编成，担负铁道工程技术保障任务。

### 护路军时期
1945年中国抗日战争胜利后，挺进中国东北的八路军、新四军、东北抗日联军教导旅等部在1945年10月31日组成东北人民自治军。1945年12月20日，东北人民自治军总部发布命令，委任洪学智兼任铁路司令，统一指挥各地的铁路局以及沿线护路部队，实行全面军事管制。1946年5月，组建东北民主联军铁道司令部，驻哈尔滨。1946年12月，东北民主联军铁道司令部改称东北民主联军护路军司令部，仍驻哈尔滨，下辖东满护路军（何德全任司令员）、西满护路军（郭维城任司令员）；其中，东北民主联军护路军司令部直接指挥第一、第二、第三团、回民支队、装甲列车大队，东满护路军辖第四、第五团，西满护路军辖第六、第七团。1947年2月成立中部护路军（张鹤鸣任司令员，刘居英兼政委）、南满护路军（阎九祥代理司令员）。1948年2月，经东北铁路总局党委决定、东北军区批准，将第六、第七团改编为铁道兵团第一团，将第四、第五团改编为铁道兵团第二团。每个铁道团辖建筑、运输、武装护路3个大队。
为准备东北战场的大决战，铁道第1团与齐齐哈尔铁路管理局第一工程处于1948年3月上旬从郑家屯向西抢修经通辽至彰武间的铁路。这段线路破坏严重，还有很大一段鼠疫区，不少老百姓致病死亡。经奋力抢修，提前于1948年5月1日完成任务。接着又于1948年7月投入彰武至新立屯、新立屯至西阜新间的铁路抢修，至1948年8月中旬恢复了郑家屯至西阜新间的铁路运输，成为辽沈战役的铁路大通道。铁道第2团从1948年4月20日开始投入吉（林）长（春）铁路的抢修，到8月18日破坏严重的孤甸子至兴隆山段贯通。与此同时，护路军还抽调步兵第I、第2团部分兵力，合编成两个临时抢修大队，参加哈长铁路双城至陶赖昭间的铁路抢修，4月16日开始施工，6月3日修复通车。
1948年5月17日，苏联部长会议作出向东北派出铁路专家组的决议，以“帮助落实有关恢复中长铁路运行以及抽调当地干部成立恢复运行组织的措施”。该专家组包括50名铁路工人，50名教员与220名技术熟练工。苏联还向东北地区援助了大量钢轨、木桩、金属构架等修复铁路必需的物资。当时负责翻译工作的李越然回忆，苏联专家抵达东北后，在铁路工程总局与铁道纵队司令部的统一指挥下参加了发动辽沈战役的铁路修复工作。除了修复铁路系统，苏联专家还帮助组建了铁道部队，仅1948年夏天就培养出4600名各种类型的专家。

### 铁道纵队时期
1948年7月5日，中共中央东北局和东北军区决定，以东北人民解放军护路军为基础，另补入部分二线部队及铁路技术干部和铁路职工，组成东北人民解放军铁道纵队（又名铁路修复工程局），局长黄逸峰（东北铁路总局副局长），第一副局长兼纵队参谋长苏进（8月10日任命松江军区副司令员兼哈尔滨卫戍司令员李寿轩接任），第二副局长兼纵队政治部主任何伟，第二副局长兼纵队总工程师武可久，供给部长郑思索。苏军铁道兵巴格列夫将军任顾问。纵队领导机关以原护路军机关为主，另从牡丹江军区领导机关抽调部分干部合并组成，设司令部、政治部、工程部、材料部、厂务部、供给部、卫生部。纵队机关和部队总人数共1.8万余人。兵员除原护路军所属部队外，另补入了二线兵团8,500人，并从东北各铁路管理局动员吸收铁路职工和技术干部1,200名。8月3日，东北军委分会电告中央军委，已经组成了东北人民解放军铁道纵队，接受东北军区总部和东北行政委员会交通委员会双重领导。纵队下辖4个支队：
- 第1支队由护路军铁道第1团和嫩江军区独立第3团及补入随军的铁路员工226人组成，共计4,309人，于磊为支队长，杜国平为政治委员，副支队长钱潜，参谋长张进，政治部主任杨培君。沿新（立屯〉义（县）线向铞州方向抢修，参加围攻锦州的作战；1948年9月1日顶着持续轰炸开始抢修新义线西阜新至淸河门段34公里区间，于1948年10月13日解放义县当天抢通了西阜新至清河门段。从9月12日到10月20日38天内第1支队组织铁路运输，集中车皮19,561辆组成 631个军列，将集结在四平、郑家屯等地的近10万部队和58.68万吨作战物资安全、迅速、隐蔽地运到了锦州前线。从10月17日开始继续由清河门向义县抢修受破坏16公里线路，于10月29日抢通。10月23日东北野战军重新解放了彰武、新立屯，铁道纵队令第1支队桥梁大队和第2支队线路大队赶赴彰武以南，抢修柳河和饶阳河两座大桥，首先架设便桥，至11月9日完工。同时第1支队还抽调部分兵力同当地铁路员工共同修复了义县至锦州40公里线路、7座桥梁。到1948年11月19日，郑家屯经大郑、新义线直达锦州。
- 第2支队由护路军铁道第2团和吉林军区独立第6团（欠3个连）及补入随军的铁路员工221人组成，共计3,407人。刘震寰为支队长，政委丁先德，副支队长萧春光，参谋长张峰铭，政治部主任李子华。沿吉（林）长（春）线抢修。第2桥梁大队抢修吉林市松花江大桥，桥长440米，9孔下承桁梁被炸落3孔，部分炸坏2孔，直于9月7日开始补修桥墩和重架钢梁，11月1日竣工，火车可由哈尔滨经吉林市直达长春。
- 第3支队由护路军步兵第3团5个连和辽吉军区独立第3团2个营、牡丹江军区独立第3团1个营及补入随军的铁路员工241人组成，共计3,611人。彭敏为支队长，徐斌为政治委员，副支队长汪祖美、张云山，参谋长何海如，主任刘学礼。沿 哈（尔滨〗长（春）线向长春方向抢修，参加围歼长春守军的作战。重点工程是复旧陶赖昭松花江大桥，桥长987米，60米下承桁梁4孔被炸毁3孔，30米上承钣梁24孔被炸毁6孔，7个桥 墩遭到不同程度损坏。8月1日开工，在苏联技术人员的指导帮助下，于10月23日竣工。第3支队抽调部分兵力首先抢通了陶赖昭至德惠间的线路，然后又在长春、德惠两地南北相向抢修，修复了所有被破坏的路段。12月9日，哈长线全线通车。
- 第4支队由护路军步兵第2团、步兵第1团3个连和护路军梅河口指挥部2个大队、辽吉军区独立第3团1个营和吉林军区独立第6团3个连及补入随军的铁路员工145人组成，共计3,996人。龙桂林为支队长，郭延林为政治委员，副支队长王景利，参谋长黄振荣，政治部主任刘益/岳心广。于1948年10月31日开始沿沈吉线抢修清原至抚顺间的铁路，参加围歼沈阳守军的作战。仅用15天，修复了断续破坏的35公里线路和9座桥梁，把火车开进了沈阳。

铁道纵队于1948年9月29日在哈尔滨召开了首次政治工作会议。纵队政治部何伟主任根据东北军区的指示精神和苏军铁道兵的建军经验，作了《关于铁道部队的性质和特点》的报告，指出铁道部队是一个铁道技术兵种， 不是一般战斗部队，必须具有修复铁路的技术，懂得管理铁路的各种业务知识，才能担负起铁道部队的历史责任；机关、部队的组织编制，要按照提高铁道施工技术与铁路管理业务的需要来确定；铁道部队仍然是人民解放军的一部分，是战斗队，不是“工人队”，它必须有严密的军事组织和优良的战斗作风，要不断地提高部队的军事素质，保持与发扬人民军队的光荣传统；严肃批判了当时部队存在的不安心于铁道部队工作的思想 倾向，强调要牢固树立劳动光荣、劳动神圣的思想观念，号召全体指战员虚心向技术干部和技术工人学习，在劳动实践中不断提高自己的铁路施工和抢修技能。纵队党委决定出版《铁军》报，于1948年10月15日正式创刊。
东北全境解放后，第2、第4支队分别由新立屯、高台山投入相向抢修60余公里线路，于11月28日全部修复，至此，火车可由沈阳经新立屯、西阜新、义县直达锦州。第1支队于11月20日开始抢修锦州至山海关间铁路，12月23日单线修复通车。1948年11月下旬，东北野战军总部从吉林、辽北、热河等军区调入新兵8,000人，各支队各增编了1个大队，按番号顺序编为第25、第26、第27、第28线路大队。12月初，第1、第4支队入关参加平津战役，抢修北戴河至滦县间线路。纵队机关也由哈尔滨移驻秦皇岛。1949年1月3日抢修到滦河桥头，由于滦河大桥破坏严重，短期内难以修复，决定首先集中兵力修复位于下游，已经废弃、徂破坏较轻的旧桥，第4支队桥梁大队和山海关桥梁工厂抽调的100余名技术工人仅用19天时间于1月23日修复通车。
1949年1月10日，中央军委周恩来副主席以中央军委名义电示第四野战军：“望林、罗、刘转令铁道纵队停止锦承路的修建，而将该纵队的4个支队全部集中关内，首先修复滦河铁桥（先修轻便桥〉，保证于1月底使北宁路全线通车，直达丰台。该纵队应立即组成一个勘察队，不待天津解放，绕道至天津以南，负责勘察杨柳青至济南府全段工程情况，限于本月内提出修复津济全段计划。华北局应令华北交通部派人至杨柳青与东北铁道纵队派出之勘察队接洽，并引其南下，受其指导。华东局应令华东交通部停止德州济南段的修建。”“黄逸峰同志于本项工作布置就绪后，应于本月下旬来中央接洽，并以动身日期在本月二十曰前电告”。遵照中央军委电报指示精神，铁道纵队除留第1支队继续完成北宁线北平至秦皇岛间的铁路修复和加固〈包括以后的桥梁复旧〕，留第4支队桥梁大队抢修滦河旧桥外，其余部队全部集中到津浦线抢修。
1949年1月，中国人民革命军事委员会发出电令，成立中国人民革命军事委员会铁道部，统一领导各解放区铁路的建设、管理、运输工作，任命滕代远为中国人民革命军事委员会铁道部部长。1949年1月27日，黄逸峰、武可久前往山县西柏坡中共中央、中央军委所在地，向周恩来副主席汇报请示工作，并于1月28日参加了在石家庄召开 的中央军委铁道部成立大会和首次铁路修复工作会议，研究贯彻中央军委1月10日电报指示精神，讨论制订长江以北铁路修复计划。根据铁路修复工作会议的要求，铁道纵队决定先集中第2、第3、第4支队抢修津浦线北段陈官屯至桑梓店段333公里，然后再分兵抢修津浦线南段和平汉线南段。第4支队2个线路大队和第2支队1个桥梁大队抢修陈官屯至沧县段60公里，2月4日开工，2月19日铺通；第4支队又继续投入沧县至东光段58公里线路抢修，于3月17日抢通。第2支队两个线路大队抢修德州至桑梓店段99公里，于2月15日开工，3月24日抢通；第3支队完成长春至四平间铁路抢修任务后，立即进关抢修东光至安陵段25公里，3月9日开工，3月21日铺通。至此，津浦线可由天津直通蚌埠淮河北岸，由徐州经陇海线则可直达平汉线南段郾城。这使即将开始南下华中、华南的第四野战军百万大军有了铁路大通道。
1949年3月，铁道纵队奉中央军委命令，从北平和平改编的国民党部队中，接收辎重汽车团1个，汽车224辆、官兵857人，与纵队汽车大队合编为铁道纵队直属汽车团；接收国民党铁道第3团官兵600人，分别补入了纵队各支队。
1949年4月16日至25日在天津召开了铁道纵队党代表会议。出席会议的为大队（团）以上干部。铁道部部长滕代远参加了会议，明确提出铁道纵队改归军委建制，隶属军委铁道部领导。会后，铁道纵队机关奉命由天津移驻北平。第3支队留1个线路大队继续加固原抢修地段外，率1个桥梁大队和1个线路大队赶赴蚌埠抢修淮河大桥便桥和蚌埠以南线路；第2支队在平汉线南段抢修郾城至驻马店间的线路及以南的长台关淮河大桥和信阳狮河大桥；第4支队留津浦线北段继续完成陈官屯到桑梓店间之线路加固和桥涵复旧任务。从第1、第2支队抽调500名干部、战士组成前线铁路抢修大队，随第三野战军渡江，与徐州警卫团组成的华东铁道工程团抢通沪宁铁路。1949年7月1日，全线通车至上海。8月中旬，平汉线南段通车至汉口。

### 铁道兵团时期
1949年5月16日，中央军委发布命令，中国人民解放军第四野战军以原东北人民解放军铁道纵队为基础组建中国人民解放军铁道兵团，归属中国人民革命军事委员会铁道部领导，铁道部部长滕代远兼司令员与政治委员，铁道部副部长吕正操兼副司令员，铁道纵队参谋长李寿轩出任兵团参谋长，军委铁道部政治部主任王鹤峰兼任铁道兵团政治部主任。兵团机关设司令部、政治部、工程部；供给、卫生等后勤保障工作由铁道部负责。武可久任工程部部长。。平保筑路工程处1,160人改编为铁道兵团第1工程处；将华北军区特司所属之装甲列车总队调归铁道兵团建制，编为铁道兵团铁甲总队。部队陆续投入了陇海、粤汉、湘桂等铁路干线的抢修。根据工作需要，兵团政治部决定从1949年7月23日起，继续出版《铁军》报。1949年8月13日改用毛泽东亲自题写的报头《铁军报》。
1949年6月，兵团决定陇海铁路洛阳至交口段由第1支队抢修；交口至大营段由第3支队抢修，同时负责修复巩县黑石关的洛河正桥和便桥。大营至潼关间由西安铁路分局组织抢修。要求于1949年10月底全线抢通。1949年7月第2支队立即渡江抢修粤汉线；第3支队完成陇海线西段抢修任务后，迅速南下湘桂线抢修。
在解放战争中，中国人民解放军铁道部队先后抢通东北、华北、华东、中南、西北地区15条铁路干线，铺设铁路1,600多公里，修复桥涵970多座，并修复大批铁路设施。新华社曾发表评论称：“全国铁路网的基本恢复，使首都和全国主要城市紧密连结起来，使前方与后方、铁路沿线的城市和广大农村、工厂、矿山联系成一个整体，对于支援人民解放军解放西藏、海南岛，对于全国的经济建设，均将起着巨大的作用。”
1949年6月1日，平保（北平－保定）筑路工程总队被改编为铁道兵团第一工程处。1949年6月15日，北平和平改编的国军装甲列车总队第一总队改编为铁道兵团铁甲总队。1949年8月1日，察哈尔军区预备医院第三分院调归铁道兵团，分配到各铁道支队医疗单位。1949年10月15日，将华北军区石家庄医院改称铁道兵团直属医院。1949年11月26日，山东军区新兵1.02万人补入各支队，剩余兵员编3个新兵训练团在石家庄集训。1949年12月下旬，铁道部机械筑路工程总队调归铁道兵团领导。1950年2月15日，石家庄集训的3个新兵团与铁甲总队合编为铁道兵团第六支队（辖3个大队），支队长尹诗炎。
中华人民共和国成立后，根据1950年1月全国铁路工程计划联席会议的决定，中国人民解放军铁道部队转为全力配合铁路职工参加京汉、粤汉、陇海3大干线及同蒲线北段的永久性复旧工程。
为加强铁路复旧力量，1949年12月12日，中央人民政府铁道部将机械筑路工程总队拨归铁道兵团领导，改为铁道兵团机械筑路工程总队。同时，铁道兵团还根据中央军委命令，从华东军区接收了4个新兵团计1.02万人，除补入各支队和机械筑路总队1,246人外，其余组编成3个新兵训练团，于石家庄整训。1950年2月9日，中央军委电令，以兵团之铁甲总队为基础，补入上述3个新兵训练团，合编为铁道兵团第6支队，支队下辖第6桥梁大队，第 31、第32线路大队。据此，兵团于2月15日下达整编命令，以铁甲总队机关整编 为第6支队机关，以铁甲总队第1大队与第9、第13、第16新兵团整编为第6支 队第6桥梁大队和第31、第32线路大队。尹诗炎任支队长。至此，铁道兵团共辖 5个支队，1个工程处，1个机械筑路工程总队，1个汽车大队，1所干部学校，连 同兵团机关和直属分队，总兵力达到3.81万余人。机械、车辆也由组编初期的 200多台，增至6,000多台。部队的施工能力得到了进一步加强。为保证运输安全，3月24日，中央军委命令铁道兵团组编6列装甲列车配属中 南军区执行粤汉、湘桂两线警戒护路任务。根据军委命令，兵团立即下令第6支 队编组，并立即从大同出发南下，开赴指定地域。此后，北方之绥远至包头段流窜 股匪和起义部队之小股叛变武装亦时常破坏铁路设施，抢劫运输物资。7月初， 兵团又令第6支队组编两列装甲列车出巡京绥线，以保证铁路运输安全
1950年春季在全军大复员背景下，4月22日中央财经委员会向中央人民政府政务院、中央军委提出将铁道兵团复员为工程队，实行企业化管理。1950年5月26日，在北京召开铁道兵团党委扩大会议，认为铁道兵团可缩编保留，保存主力和技术骨干，以利必要时迅速扩大部队，适应战时抢修的需要；6月10日，中央军委批准这一建议报告。7月中旬铁道兵团下发整编命令，8月1日开始整编：支队改为师，大队改为团，取消营级，将第一、二、三、四、六支队和第一工程处、机械筑路总队、汽车大队、长辛店南厂及兵团直属机关3.8万余人，缩编为3个师（每师编2个桥梁团、1个线路团）、1个直属桥梁团、1个直属汽车团及兵团直属机关等共2.57万余人，仍属中央军委建制；工程业务和经费供 应由铁道部负责，其他工作统归军委各有关部门领导。1950年6月28日，中央军委批准了铁道兵团的整编方案。兵团党委即于7月7日发出了关于整编 工作的指示，铁道兵团首长也于7月15日发布了整编命令，决定从8月1日开始整编。整编后铁道兵团总兵力为30,517人。调陈正湘任第一副司令员，崔田民任副 政治委员，李寿轩任副司令员兼参谋长，陈力任政治部副主任，彭敏任总工程师兼工程部长。
- 第一师（原一支队），刘克师长，郭延林政治委员；继续在陇海线上完成复旧未完工程
- 第二师（原二支队），刘震寰师长，马凤舞政治委员；由粤汉线向湘桂线转移，执行来（宾）睦（南关〕段续建工程
- 第三师（四支队和三支队二十七线路大队），龙桂林师长，徐斌政治委员，副师长黄振荣；由京汉线南段向西北转移，执行陇海线宝天段的改建工程
- 直属桥梁团（三支队直属队、第三桥梁大队及二十三线路大队一部）。担任陇海线东段沂河大桥的新建工程
- 直属汽车团（原汽车大队）
- 铁道公安师（六支队直属队与三十一线路大队）、原铁甲总队均隶属公安部建制，暂由兵团领导，1951年1月1日归属铁道公安司令部

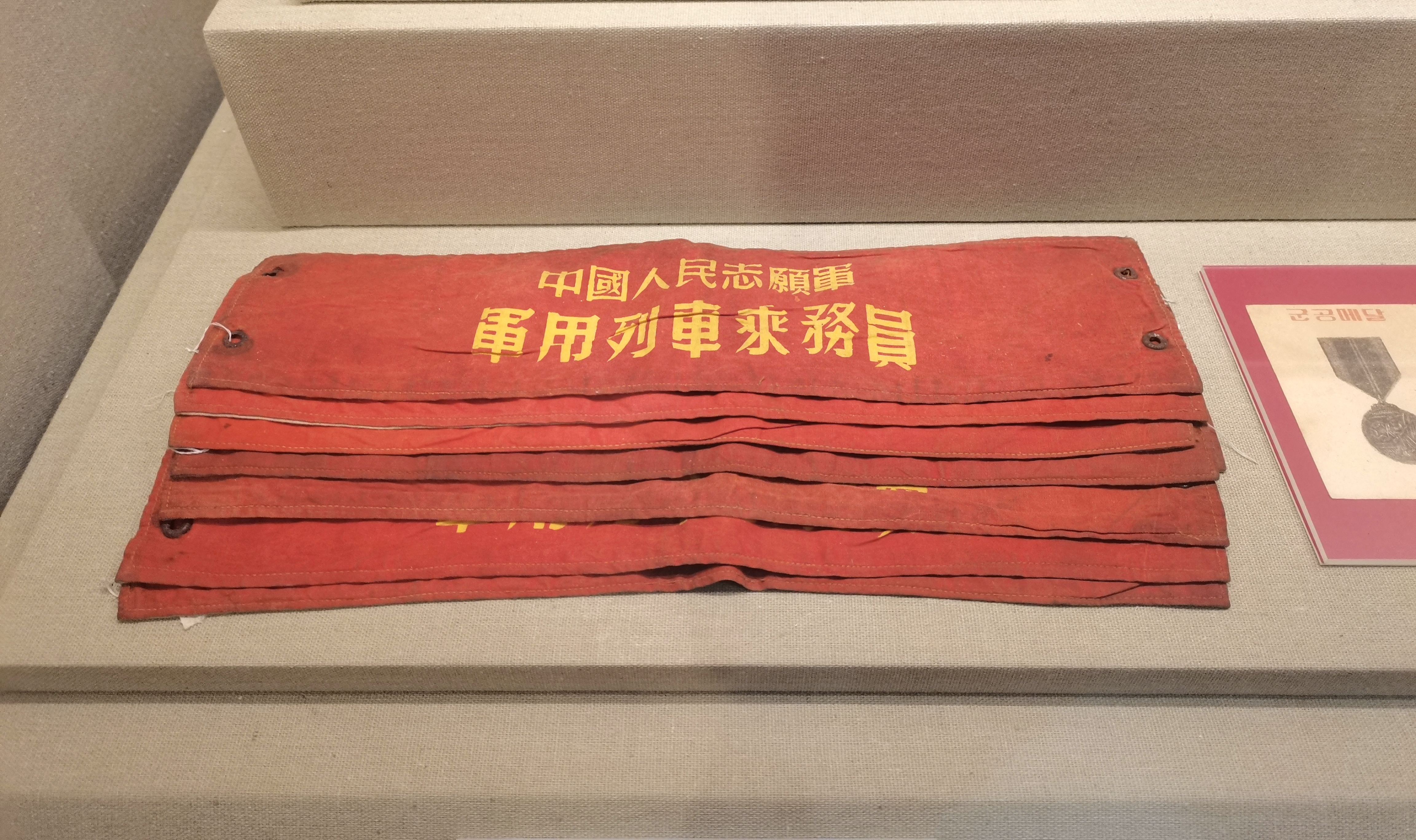
朝鲜战争时期中国人民志愿军军列乘务员佩戴的臂章

- 第六桥梁大队和三十二线路大队番号撤销；
- 第一工程处及长辛店南厂调归铁道部
- 机械筑路总队拨归交通部公路总局

### 入朝作战
朝鲜战争爆发后，1950年10月9日，铁道兵团奉命进入朝鲜，执行抗美援朝铁路抢修任务。1950年11月，中国人民解放军铁道兵团以中国人民志愿军铁道兵团的名义开赴朝鲜半岛参加抗美援朝战争。1951年1月，中国人民志愿军铁道兵团转隶中国人民志愿军总部领导。1951年1月22日，志愿军在沈阳召开后勤会议，周恩来总理到会强调“千条万条，运输第一条。”铁道兵团机关入朝组成铁道兵团前方指挥所。继铁一师入朝后，铁三师、铁二师入朝参战，各师共补入兵员9,000人。炮火连天中抢修被轰炸的铁路，确保清川江、大同江、沸流江、大宁江等重要桥梁“随炸随修”。上半年，逐渐改善线路质量，有效支援前线作战。夏季抗击数十年不遇的特大洪灾，昼夜抢修，连队患夜盲症30%以上，取得抗洪保桥胜利。下半年，短兵相接反“绞杀战”，拆卸定时炸弹，填平弹坑，搭枕木墩，技术革新，斗智斗勇斗顽敌，“人在桥在，人在路通”，反“绞杀战”初战告捷。召开首届英模大会，杨连第等24名英模出席全国铁路模范代表大会，参加国庆观礼。1952年8月，重新列入中央军委建制。自赴朝鲜直到1951年初，中国人民志愿军铁道兵团执行铁路抢修任务，修复铁路900余公里。此后在朝鲜北部1,300公里铁路线上，针对以美军为首的“联合国军”的空袭进行反轰炸斗争，快速及时修通被空袭炸毁的铁路。自1951年8月起，“联合国军”开始实施10个月的旨在切断中朝军队后方供应的“空中封锁交通线战役”（即“绞杀战”）。中国人民志愿军铁道部队随即展开反“绞杀战”斗争，最终粉碎了“联合国军”的空中封锁，使铁路成为“打不烂炸不断的钢铁运输线”。1953年初，为防止“联合国军”登陆，中国人民志愿军铁道部队用两个多月抢建出长129公里的龟城到殷山的龟殷铁路，从而改善了朝鲜北部地区的铁路布局。1953年7月朝鲜战争停战后，中国人民志愿军铁道部队参加了朝鲜北部铁路的新建及复旧工程。

### 正式组建铁道兵
1953年9月9日，根据政务院、中央军委决定，中国人民志愿军6个铁道工程师正式划归中央军委建制，与中国人民志愿军铁道兵团、独立桥梁团统一整编成中国人民解放军铁道兵，归属中央军委直接领导。整编事宜俟复旧工程完成，部队归国后进行。1953年10月10日，中央军委电示铁道兵团，铁道兵团返国后整编为中国人民解放军铁道兵司令部，整编结束后即撤销“中国人民解放军铁道兵团”番号。1953年10 月16日，铁道兵团机关自朝鲜驻地兰田出发回国，1953年10月18日进驻中国北京。1953年11月5日，中央军委批复铁道兵团和中国人民志愿军司令部，同意铁道兵团第1、第2、第3、 第4师依次改为中国人民解放军（暂留朝鲜者称中国人民志愿军）铁道兵第1、第2、第3、第4师，下辖各团依各师番号顺序改为铁道兵第1至第12团；原铁道工程第5、第6、第7、第9、第10、第11师依次改为中国人民解放军铁道兵第5、第6、第7、第9、第10、第11师，下辖各团依各师番号顺序改为铁道兵第13至第21团、第25至第33团；铁道兵团独立桥梁团暂改称中国人民解放军铁道兵独立桥梁团。中央军委电复中国人民志愿军：铁道兵团已完成任务，留下部分人员和新建铁路指挥局合并，成立中国人民志愿军铁道兵指挥所。
1954年3月5日，根据中央军委1953年10月10日电令，铁道兵发布司务宇第106号命令，在北京正式成立中国人民解放军铁道兵领导机关，铁道兵领导机关设司令部、政治部、工程部、后勤部、干部管理部、计划处、军法处、财务处，同时撤销“中国人民解放军铁道兵团”番号。王震为铁道兵司令员兼政治委员，李寿轩为副司令员，崔田民为副政治委员，徐斌为参谋长。当时中国人民解放军铁道兵辖10个铁道兵师、1个桥梁独立团、1所铁道兵学校、2所文化速成中学，合计约8万人。此后中国人民解放军铁道兵多次扩编及整编，人数最多时为51万多人。1956年8月24日，中央军委批复成立铁道兵第一军、第二军。1956年9月1日铁道兵第一军正式组建，1956年11月23日，铁道兵第二军开始组建。第二军在筹建过程中，1957年4月6日中央军委撤销了铁道兵第二军的番号。铁道兵第一军1958年10月撤销，此后中国人民解放军铁道兵再未成立过军。1959年6月20日，铁道兵进行整编，辖11个师、2所学校。
1960年代，中国人民解放军铁道兵参加中印边界自卫作战中的抢修公路工作。1970年代末，中国人民解放军铁道兵参加了中越边境自卫反击战。
1962年11月，中共中央决定扩编中国人民解放军铁道兵，以承担东北内蒙古的森林铁路、公路的建设任务。1962年11月11日、23日周恩来总理在中南海西花厅两次发表“解放军铁道兵扩编会议上的讲话”，对铁道兵的性质、任务、队伍建设等十个方面做了重要指示：“政治局几位常委，还有罗总长，在毛主席那里已经谈过了。少奇同志、小平同志都表示赞成。这是党的最高司令部的决定。”“关于这十个问题，成立一个小组议一下。以杨成武为首，总政、总后、军务、动员、计委、经委、【国务院】农林办公室、林业部、铁道部、劳动部、粮食部、商业部、铁道兵参加，先议出一个计划交给我，争取月底搞出来。”“现行编制每师9,000人，出工不到5,000人，非常不合理。官、兵的比例也很不合理。新编制以师为单位，军官占百分之十，还是高了些；士兵占的比数是否还可以更高些？出工率也还要大大地提高。”“军队搞建设也要为国家积累，要从性质、编制上彻底加以改革。铁道兵要按修铁路的工程部队性质确定编制、工作制度。”“上次的报告还有军的编制，是没有必要的。”“关于干部问题。是否需要补充那么多，3,890人，多了吧!军官比数占百分之十，应该包括机关、院校干部;这样就不缺那么多干部了，你们再研究一下，还可以自己提拔一些。技术干部不够，可以由铁道部补充一些，也许用不了700人。”“新兵训练三个月是必要的，另外就不要安排时间了，平时利用工程间隙打打靶就可以了。技术要在工地、现场锻炼，施工就是基本训练。学校也主要搞工程技术训练，有一点军事训练就可以了。在战时嘛，还是要动作迅速，要军事化。”“你们这次提出每年工作二百二十天，还应该多一些。”周恩来还传达了毛泽东对铁道兵的意见：“铁道兵是工程部队性质，无论平时、战时，都是执行工程任务，是工程部队，不是战斗部队。”除了修铁路外，还可以担任修建公路、机场、码头的任务。周恩来说：“铁道兵的服装也要考虑一下，要比较结实的。搞工程到底和练兵不同。膝盖、肩膀都要加固。”
由于铁路新线建设“哪里需要哪里去，哪里艰苦哪安家”。当时机械化程度低，施工基本上靠肩扛人抬，部队中存在怕艰苦环境、怕繁重体力劳动的思想，认为当铁道兵是“走对了路，入错了门”。1964年11月，参加东北林区铁路会战的铁道兵第6师在完成了小兴安岭林区铁路、公路和贮木场等110个建设项目后，转战大兴安岭林区。担任开路先锋的铁道兵第27团提出了“任务艰巨光荣，生活艰苦光荣，当铁道兵光荣“的“三荣”口号，用斧剁镐刨的原始方式，连续突击24昼夜，开通了34公里的公路，越过伊勒呼里山，进抵西里尼。第六师机关遂后由嫩江迁到西里尼并改称“三荣岗”（今大兴安岭地区新林区新林镇南6公里处）。1965年4月大兴安岭林区会战指挥部、大兴安岭林管局党委全会在三荣岗召开，指挥部政委、林管局党委书记罗玉川将“三荣”引申为“参加会战光荣，艰苦创业光荣，勤俭节约光荣”，使“三荣思想”成为整个大兴安岭林区开发建设的时代精神。后来，“三荣思想”被概括为艰苦光荣，劳动光荣，当铁道兵光荣，成为整个铁道兵部队的集体精神信念。
1964年6月，周恩来批示：“修成昆路主席同意。朱委员长提议使用铁道兵修。”1964年10月，为了加速国防工程及中国西南地区铁路建设，中央军委批准铁道兵扩编14.4万人，总兵员达37.2万人。1965年7月到1970年2月，中国人民解放军铁道兵先后承担了建设京原铁路、援越抗美交通保障，和管理北京地铁工程等任务。为此，又新组建了4个铁道兵师。1967年5月1日，周恩来在接见铁道兵政治委员崔田民时指示：你立即抽调兵部机关干部组织毛泽东思想宣传队，到西南成昆铁路工地去，帮助铁路职工抓革命，促生产。从兵部机关抽调180余名干部赶赴铁道部第二工程局担负的北段工地，执行“抓革命，促生产”任务，后又针对工地出现混乱停滞状态，决定由铁道兵实施军管。1969年1月14日，周恩来总理指示，从1969年起铁道兵负责施工的西南铁路，以及京原铁路、嫩林铁路的计划、投资，均由铁道兵在国家单立户头，独自办理。1970年2月6日，周恩来指示，北京地下铁道工程改归铁道兵管理，二期工程施工由铁道兵统一领导，地方参加地铁施工的队伍整编为铁道兵部队。1970年4月，《铁道兵战斗在成昆线上》的影片制作完成，中央领导看后，感到影片很振奋人心，周恩来总理在全国计划工作会议上提出：全国都要学习铁道兵修筑铁路时“一不怕苦、二不怕死”的革命精神，并让首都新闻工作者都到成昆铁路去看看。截至1970年代初，中国人民解放军铁道兵总员额达43万人，这是中国人民解放军铁道兵人数最多时期。部队编制中除了桥梁、隧道、线路团队外，还有给水发电营、机械营、工程通信营等分队。1976年1月，承担北京地铁施工任务的中国人民解放军铁道兵第十二师、第十五师和仓库、机修厂等8个单位的5.3万人转为中国人民解放军基本建设工程兵，脱离中国人民解放军铁道兵建制。
在中华人民共和国社会主义建设中，中国人民解放军铁道兵先后参加52条铁路干线、支线及北京地下铁道的建设任务，建成铁路12,300余公里，约占中华人民共和国全国同期新建铁路的1/3。此外，中国人民解放军铁道兵还参加了抗洪抢险、抗震救灾、国防施工等工作。中国人民解放军铁道兵涌现出“登高英雄”杨连第、“硬骨头战士”张春玉、“雷锋式的好干部”梁忠孟等英雄模范人物，以及“杨连第连”、“抗洪抢修模范连”、“唐山抗震救灾抢修突击连”、“唐山抗震救灾抢修先锋连”等先进集体。中国人民解放军铁道兵先后有8,000余名干部、战士牺牲。
中国人民解放军铁道兵先后建设了鹰厦铁路、黎湛铁路、成昆铁路、襄渝铁路、贵昆铁路部分、包兰铁路部分、兰新铁路部分、南疆铁路吐库段、青藏铁路西格段、大兴安岭铁路、长白山森林铁路、京通铁路、京原铁路、北京地下铁道一期与二期工程、平壤地铁等。
1980年起，中国人民解放军铁道兵开始缩编。1980年4月8日，根据中国人民解放军总参谋部指示，中国人民解放军铁道兵撤销9个团（第4团、第10团、第11团、第25团、第26团、第40团、第51团、第64团、第66团）。1980年8月28日，总参谋部通知铁道兵，根据经过中共中央批准的中央军委关于军队精简整编的方案，铁道兵应按现行编制374,683人，缩减174,683人，保留20万人。1980年11月1日，总参谋部批复铁道兵，同意铁道兵整编实施方案。1981年4月，中国人民解放军铁道兵完成缩编。13个铁道师缩编合并为10个铁道师，铁道兵机关减少30％人员，3个独立团合并为2个独立团，3所院校保留2所，保留兵员20万人。

### 撤销与合并

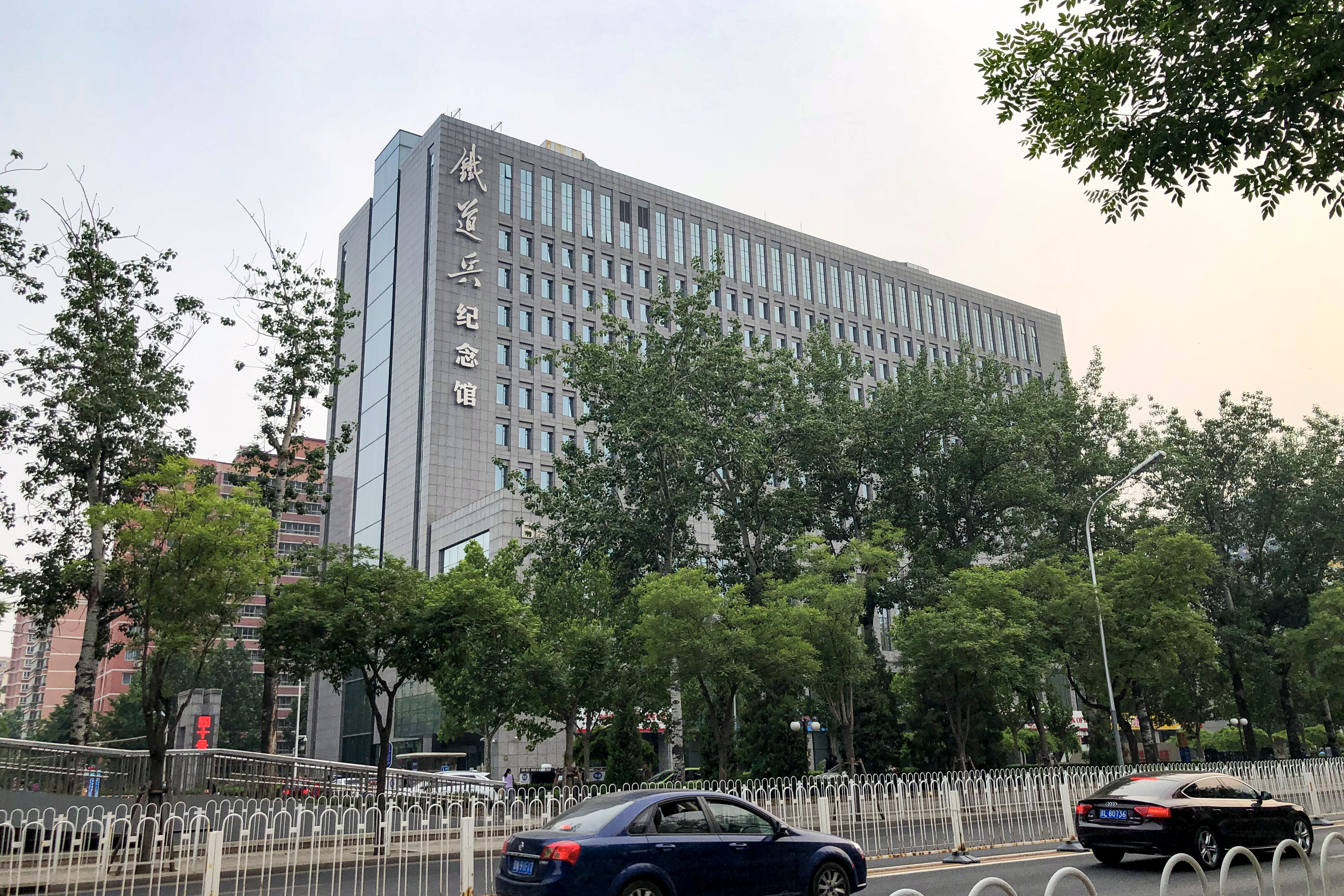
位于中国铁建总部大楼西侧的铁道兵纪念馆

1982年，中国人民解放军开展第七次大裁军。1981年10月30日，中央军委秘书长杨尚昆在驻京军以上干部会议上，传达邓小平关于部队精简的指示。1982年1月31日铁道兵司令员陈再道前往总参谋长杨得志住地问：“大家都传铁道兵这回要脱军装，和军队脱钩，有没有这回事？”杨得志给了肯定回答。1982年2月1日铁道兵召开党委常委会议，司令员陈再道在当天会议小结发言时向常委们吹风：“有的话我也不敢讲，因为还没有找我们谈，但是我知道。”1982年2月4日上午再次召开铁道兵党委常委会，会议一开始，司令员陈再道说：“小平同志最近已经拍板，铁道兵、基建工程兵与军队脱钩，脱军装，基建工程兵撤销，铁道兵并入铁道部。”这是第一次正式确认该消息。1982年2月17日，副总参谋长张震代表军委、总部向铁道兵司令员陈再道、两位政委吕正操和旷伏兆传达了关于铁道兵并入铁道部的决定，3人汇报了铁道兵党委常委讨论的意见，并将以司令员、政委名义写给邓小平主席的报告，交张震转呈。1982年3月20日，中央书记处讨论并拥护邓小平“关于撤销铁道兵建制”提议。1982年3月25日下午，杨尚昆召集铁道兵司令员陈再道、政委吕正操、旷伏兆以及铁道部刘建章、刘林祥，传达书记处、中央军委关于铁道兵体制问题的决定。杨尚昆说，撤销铁道兵建制，已经决定了；铁道兵脱离军委，脱军装，合到铁道部；我们把你们的意见向军委邓主席作了汇报，说到要求保留铁道兵时，邓主席说，打起仗来，铁道部都是铁道兵；当汇报到铁道兵、基建工程兵都是自负盈亏，不增加国家负担时，邓主席说，基建工程兵、铁道兵实行征兵制，增加农民负担。
1982年4月9日，国务院办公厅、中央军委办公厅发出《关于成立铁道兵交接工作领导小组的通知》(【1982】1号文件)。《通知》指出：中共中央、中央军委决定撤销铁道兵建制，把铁道兵并入铁道部。为了做好交接工作，经国务院、中央军委批准，成立交接工作领导小组，由吕正操、陈再道、旷伏兆、刘建章、陈璞如、邓存伦、何正文、朱云谦、范子瑜同志组成，吕正操同志为组长，陈再道、刘建章同志为副组长。4月14日上午，铁道兵交接工作领导小组召开第一次会议，会议由吕正操主持，首先传达国务院办公厅、中央军委办公厅《关于成立铁道兵交接工作领导小组的通知》，而后进一步研究了如何做好撤销铁道兵建制、把铁道兵并入铁道部的七项工作，并成立领导小组下设的工作班子；铁道兵工作班子由兰庭辉、李际祥、尚志功、席华亭、雷铁鸣等5人参加；铁道部工作班子由布克、李轩、李克非、刘麟祥、陈魁俊、姜海蝉、范成镛、檀鹤栓等组成。
1982年5月，铁道兵召党委常委扩大会议，传达了党中央、中央军委关于铁道兵并入铁道部的决定，研究部署并入的具体事宜。会议中各单位领导提出了一系列的具体问题，如定点落户、福利待遇、干部安置、战备任务等等，所有这些问题，后来都得到了相应的解决。
1982年12月6日，国务院、中央军委联合发出《关于铁道兵并入铁道部的决定》[1982]35号文件。1983年1月27日，国务院、中央军委任命：铁道兵指挥部（1984年1月1日改名为铁道部工程指挥部）由原参谋长尚志功任指挥，原副政委李际祥任政治委员，王功、姜培敏、刘毓珊任副指挥，刘秉顺任政治部主任。1983年1月18日，铁道兵善后工作领导小组成立，由原铁道兵副司令员郭维城、彭海贵，原副政委郭延林以及梁其舟、孙兴发、王功等6人组成，郭维城任组长，彭海贵、郭延林任副组长，负责处理铁道兵的善后工作和遗留问题。1983年2月1日，铁道兵指挥部和铁道兵善后工作领导小组分别开始正式办公，铁道兵党委和机关同时停止工作。为了便于工作，采取铁道兵指挥部和铁道兵善后工作领导小组联合办公会议形式，对部队并入中的有关问题，及时进行研究解决。1983年10月28日《国务院、中央军委关于铁道兵并入铁道部实施方案的批复》文件(国发[1983]168号)，批准了铁道兵指挥部、铁道兵善后工作领导小组、铁道部、总参的实施方案。按照该方案，铁道兵指挥部及其所属单位中，除铁道兵工程学院军交系、东北嫩江基地、烟台疗养院、兴隆仓库、驿马岭仓库，天津工厂、兴隆工厂、清徐工厂、晋城工厂、邯郸午汲钢铁厂等单位移交中国人民解放军总后勤部建制领导外，其他单位从1983年10月1日起全部归中华人民共和国铁道部建制领导，并从1984年1月1日起不再沿用部队番号及代号，干部、战士不再佩带领章及帽徽，铁道兵指挥部改称铁道部工程指挥部；铁道兵善后工作领导小组在完成修建幹休所，安置离退休幹部，处理历史遗留问题，落实党的政策，编写铁道兵史料等任务后，于1986年12月底终止工作。1983年12月13日，新华社发通稿《国务院、中央军委决定铁道兵部队并入铁道部》，综述铁道兵的历史成就，全国各媒体转载。1984年1月1日起，原中国人民解放军铁道兵指挥部及所属各部队分别改为铁道部工程指挥部（后来改制为中国铁建股份有限公司）、铁道部各工程局。
铁道兵撤销建制时总人数169,798人。其中：
- 并入铁道部的单位、人员：铁道兵机关和直属队、10个师、舟桥团、建筑团、工程学院(不含军交系)、（大兴县）科研所、6个办事处（东北、华北、华东、中南和西北办事处，东北、西北亦事处各含一个仓库)、9个工厂、3所医院、2所疗养院、5所仓库等，共计148,260人。同时并入的还有三个单位：为解决驻京机关、部队并入后的医疗问题，已经国家计委批准、铁道部和北京市同意复建的北京衙门口医院；1979年经军委枇准组建的西南办事处，后因有关工作由第一指挥部成都后方基地承办未开设，现该指挥部已撤销，根据工作需要，经善后工作领导小组和铁道部同意，利用基地部分房屋设一个办事处; 因铁道兵学院移交军队，承德读书班已改干休所，为解决干部轮训问题，在大兴县科研所驻地设一所干校。并入铁道部单位的武器、弹药、军械附属器材上交所在军区;文书、技术档案，按总部规定上交;其他装备、物资、器材、营具、资料等，除留善后工作机构的以外，其余随单位移交。《铁道兵》报改名《铁道工程报》继续出版发行。铁道兵并入铁道部的十七万劳动指标，国务院下达后，由指挥部具体分配，并可按定点落户时的实际情况进行调整。对并人人员及其随迁家属，有关省、市、自治区应予在定点的城市落户，随带家属的人员允许随家属户口单独落户。有工作的随迁家属由当地政府接收安排。在工厂工作的现役军人，准予就地落户。并入铁道部的干部、志愿兵，家属未随军而有工作的，参照国发[1975]170号文件的规定，允许他们的家属调到干部、志愿兵所在地落户并安排工作。在各单位农场工作的人员，允许其家属迁到农场定点城镇落户。并入铁道部时，允许在批准的十七万劳动指标内，安排一万五千个指标，解决符合招工条件的家属、子女就业。铁道兵在全军院校学习的学员(含原铁道兵学院的学员，及其为教学服务的战士)，预留劳动指标，毕业后由指挥部分配。按军龄加参军前的工龄定级：八年以下的定二级工，满八年不满十五年的定三级工，满十五年不满二十年的定四级工，满二十年以上的定五级工。军队现行待遇(志愿兵的级别工资和义务兵的津贴加一类灶伙食费)高于定级后的工资标准的部分，予以保留。
- 向军委三总部移交人员17,662人：
  - 长沙铁道兵学院移交解放军总政治部;
  - 铁道兵工程学院军事交通系，铁道兵东北嫩江基地，烟台疗养院，邯郸午汲钢铁厂，天津机械厂，山西清徐轴承厂，河北兴隆配件厂，山西晋城化工厂，兴隆仓库与驿马岭仓库（不含库存工程装备、器材、物资）等，移交解放军总后勤部。
  - 向铁道兵善后工作领导小组移交28个干休所（北京金钩河、玉泉路、朝阳、大兴、良乡，辽宁沈阳、大连、辽阳、兴城，河北石家庄、高碑店、承德，山西太原，山东泰安、姻台，江苏镇江，上海，天津，安徽合肥，河南洛阳，陕西西安、咸阳，四川成都、乐山、达县，湖北武汉、襄樊，湖南长沙干休所等，所属人员原则上随单位移交）3,867人(不含离休干部)。

铁道兵善后领导小组在妥善安置两千五百余名离退休干部，处理了许多历史遗留问题，整编编撰了大量铁道兵史料之后，与1986年12月底撤销。

## 编制

### 铁道兵第一师
1948年7月组建东北人民解放军铁道纵队第一支队。1950年11月6日入朝鲜参加抗美援朝战争，1953年11月回国。1984年1月改编为铁道部第十一工程局，驻襄樊市。1999年12月改为中铁第十一工程局。2001年8月改制为中铁十一局集团有限公司。2008年随同中国铁建整体上市。

### 铁道兵第二师
历史可追溯到1940年组建的冀鲁边区回民大队。大队长刘震寰，政委王连芳。1941年3月，冀鲁边区回民大队扩编为冀鲁边区回民支队，支队长兼政委王连芳，副支队长刘震寰（后来任支队长），参谋长王立朝（后为何士兴），副政委刘济民，政治部主任李子华。1943年11月下旬，青城县并入新青县，冀鲁边区回民支队与新青县大队合并，继续沿用回民支队番号，回民支队支队长刘震寰兼任新青县县长，中共新青县委书记李援兼任回民支队政委。1944年2月，冀鲁边军区、清河军区合并为渤海军区，冀鲁边军区回民支队改称渤海军区回民支队，支队长刘震寰，政委李援。1945年抗日战争胜利后，1945年9月23日，中共中央山东分局决定将渤海军区第一军分区盐山县大队与黄骅县第一、二、三区中队以及渤海军区回民支队共同编入渤海军区新编师，渤海军区回民支队仍称回民支队。支队长刘震寰、政委相炜、副支队长刘虎臣、副政委刘济民、政治处主任李子华。不久，回民支队自新海县（今黄骅县）开拔，随渤海军区副政委刘其人进军中国东北。1946年2月，改编为东北民主联军七师二十一旅六十三团。1946年5月28日，为保存部队中的回族干部战士，中共中央东北局决定将六十三团中的回族干部战士调到哈尔滨。1946年6月4日，在哈尔滨市南岗由东北民主联军七师师长杨国夫宣布正式成立东北民主联军回民支队。任命刘震寰为支队长，刘喜三为副队长，李子华为副政委。1947年3月，改编为东北民主联军护路军第五团。
1948年8月25日，与吉林军区独立六团合编为东北人民解放军铁道纵队第二支队。支队长刘震寰，副政委丁先德，副支队长肖春先，参谋长张凤鸣，政治部主任李子华。1950年8月1日整编为中国人民解放军铁道兵团第二师，刘震寰任师长，袁光任政委。1951年5月入朝鲜参加抗美援朝战争。1952年10月，肖春先代理师长，12月苏超任政委。1953年8月30日部队主力回国。1954年9月该师机关和7、8、9、10团回国，到玉林参加黎湛铁路建设。6团受第九师领导，到1954年12月底继续复旧，1955年1月19日回国归建。1954年9月，该部队的回族干部集体转业到地方工作。
1984年1月1日，集体转工改编为铁道部第十二工程局，驻太原市。1998年改制为中铁十二局集团有限公司。2000年划归中共中央企业工作委员会管理。2003年改归国务院国有资产监督管理委员会管理。2008年随同中国铁建整体上市。

### 铁道兵第三师
前身为1948年8月成立的东北人民解放军铁道纵队第三支队。1951年2月参加抗美援朝战争，1953年11月回国。1984年1月，集体转工改编为铁道部第十三工程局，驻长春市。1999年12月1日改为中铁第十三工程局。2000年划归中共中央企业工作委员会管理。2001年6月改制为中铁十三局集团有限公司。2014年3月改建为中国铁建大桥工程局集团有限公司。

### 铁道兵第四师
1951年6月20日在朝鲜成立，以铁道兵直属桥梁团为基础组建第四师。1953年11月回国。1984年1月改编为铁道部第十四工程局，驻济南市。1999年12月变更为中铁第十四工程局。2001年改制为中铁十四局集团有限公司。

### 铁道兵第五师
1948年6月28日，晋绥军区抽调军区所辖的三、九、十三分区各一个团，山西汾阳西辛壁村正式组建晋绥军区独立第十旅。第九、第十分区机关及其直属分队各二分之一人员组成旅部及直属分队。旅长何辉燕（晋绥十分区司令员），政委朱绍田，副旅长周智高（1916年1月9日-1966年1月13日，江西省永新县东源村人。1928年5月参加红军，1928年9月入团，1934年转党。历任司号员、号目、警卫员、警卫排长、连长、湘赣军区教导大队长、湘赣军区红军学校第4分校政委、红军学校政委、红六军团特务大队长、警卫营长。晋绥5军分区参谋长、第9军分区副司令员兼参谋长。1962年10月任宁夏军区副司令员），副政委孙鸿志，参谋长孙占彪/于锡武，政治部主任潘振武。
- 第28团：三分区三十七团。团长余友清，政委贺胜瑞，副团长田仁明，参谋长张仕本，政治处主任阎斌，副主任景松林。
- 第29团：1947年以洪赵大队和汾灵独立营为基础，补充扩编为两个小团(即五十五团、五十六团)，临汾战役后为充实编制，五十五、五十六两个团合并编成九分区五十六团。团长孙继争，政委李思元，副政委刘葆璋，副团长杨荣，参谋长燕德久，政治处主任李思元，副参谋长杨荣。
- 第30团：1947年由汾城、新绛、乡宁三个县大队组成十分区五十九团，随即配合主力在运城战役中阻击并俘虏突围逃敌900余人，很快提高了部队战斗力。首任团长傅在先，政委于丁，副团长李绍珠，副政委白新太，均为红军干部。成立30团时，团长傅在先，政委刘守义，副团长李绍珠，副政委白新太，参谋长雷声，政治处主任曹建芝，政治处副主任刘守义，副参谋长刘希盛。

1948年7月31日，西北野战军和晋绥军区根据中央军委决定，撤销吕梁军区建制，以吕梁军区机关和独十旅、独十二旅组建成西北野战军第七纵队，纵队司令员彭绍辉，孙志远代政治委员。1948年10月独立第十旅参加太原战役，经过一夜突击攻下牛驼寨；接着又与兄弟部队一起轮番坚守既得阵地，顶住了敌人的疯狂反扑，拉锯式地进行了八天、反复十四次的激烈战斗后，最后占领了牛驼寨整个阵地。1949年3月，由西北野战军第七纵队独立第十旅改称中国人民解放军第七军第十九师，何辉燕为师长，朱绍田为政治委员。1950年11月，第七军第二十、二十一师奉命赴济南、锦西改编为炮兵部队，军部仅辖第十九师。1951年10月5日，第七军奉命撤消番号，军部一部充实第一高级步兵学校，另一部与西北军区航空处合并，第十九师于1952年2月1日在甘肃省甘谷地区改编为“中国人民解放军铁路工程第五师”，十九师所辖五十五、五十六、五十七团，依次改为五师第十三、十四、十五团。1953年1月入朝鲜参加抗美援朝战争，1954年3月24日自朝鲜回国。1954年4月1日在绥化地区改称中国人民解放军铁道兵第五师。
1981年，为适应国民经济调整，铁道兵缩编，根据铁道部[1980]铁务字第130号命令和铁道兵第二指挥部精简整编方案，1981年3月铁道兵第五师、第六师在新疆维吾尔自治区乌鲁木齐市南山矿区阿拉沟合并：铁道兵第六师番号撤消；原五师二十二团部队撤消，由原六师二十七团改编为五师二十二团，原六师二十八团改编为五师二十五团，原六师三十团撤消。合编后的铁道兵第五师辖二十一、二十二、二十三、二十四、二十五团。原六师二十九团隶属五师序列，直属铁道部领导。遵照国务院、中央军委国发[1983]168号文件《批复》，铁道兵第五师及所属部队从1984年1月1日起，集体转业，改编为铁道部第十五工程局，驻洛阳市，隶属铁道部工程指挥部领导。1999年12月与铁道部脱钩，改称中铁第十五工程局。2001年4月改制为中铁十五局集团有限公司。

### 铁道兵第六师
前身为中国人民解放军第二野战军五兵团十七军四十九师一四七团、五十师一五〇团、五十一师一五二团。3个团的前身部队在抗日战争时期的1940年代初诞生。淮海战役后，3个团的前身部队在河南省项城县休整，1949年2月至3月，统一整编成中国人民解放军第二野战军五兵团十七军，成为十七军所属3个师的上述3个团。1952年5月20日，铁道工程第六师在贵州成立。1953年1月入朝鲜参加抗美援朝战争。1954年4月8月回国。1954年5月，铁道工程第六师改编为铁道兵第六师。1970年代初，铁道兵第六师参与建设襄渝铁路，师部在陕西省紫阳县毛坝镇。1980年编入铁道兵第五师。

### 铁道兵第七师
1952年在苏州组建。1953年1月入朝鲜参加抗美援朝战争，同年11月回国。1954年6月整编。1984年1月改编为铁道部第十七工程局，并迁往山西省太原市。1999年10月与铁道部脱钩，改称中铁第十七工程局。2000年划归中共中央企业工作委员会管理。2001年9月改制为中铁十七局集团有限公司。

### 铁道兵第八师
1958年10月组建。1984年1月改编为铁道部第十八工程局。1999年9月更名为中铁第十八工程局。2000年划归中共中央企业工作委员会管理。2001年4月18日改制注册成为中铁十八局集团有限公司。

### 铁道兵第九师
1949年国民革命军第一兵团第一百军第197师，在湖南长沙东北的永安至黄华一线参加长沙和平起义。驻望城坡附近的赤岗村。1949年8月8日凌晨，第一百军军长杜鼎，率部分部队决议南下逃回国民党方，在副师长刘开悦（军统分子）配合下向第197师师部前后夹击。战后，师长曾京清点：一个团叛逃，混战中截下另外一个师的一个团，部队总计剩余4000多人。第197师移驻醴陵，改编为：中国国民党人民解放军第一兵团第一军第一师。四野南下工作团总务部政委蓝庭辉任第一师党代表，10名解放军政治工作干部分派到基层部队任党代表。1949年11月下旬，第一师改编为中国人民解放军第二十一兵团第五十二军第214师。曾京任师长，蓝庭辉任政治委员兼师政治部主任。
1952年3月13日，第214师被改编为铁路工程第九师。开赴湖北太平口，列入中国人民解放军中南军区荆江水利工程部队序列，参加荆江分洪工程建设。随后，调入海南岛参加公路与国防建设。
1953年元月，全师由海南岛向辽宁兴城集结，1月22日从丹东越过鸭绿江，参加抗美援朝战争。从1955年至1983年，铁九师累计修建铁路1500多公里。
1984年1月改编为铁道部第十九工程局，驻辽阳市。除通霍线和兖石线部分收尾项目外，几乎没有后续工程。1999年12月与铁道部脱钩，改称中铁第十九工程局。2000年划归中共中央企业工作委员会管理。2001年12月26日，经国家工商总局核准，辽阳市工商局注册，正式改制成为中铁十九局集团有限公司。2009年7月底，集团公司机关自辽宁省辽阳市迁址北京市北京经济技术开发区。

### 铁道兵第十师
1953年1月成立，由农业建设第三师改编。1953年11月21日从朝鲜回国。1984年1月改编为铁道部第二十工程局，驻咸阳市。1999年12月与铁道部脱钩，改称中铁第二十工程局。2002年3月改制成立中铁二十局集团有限公司。
1974年3月4日，铁道兵第十师奉命三上青藏线，承担青藏铁路一期哈尔盖至连湖段铁路建设任务。1974年5月哈尔盖至希里沟段工程开工，同年12月辅轨，1977年12月31日铺轨至厚日站。1979年9月，哈尔盖至连湖段临时混合客车开通运行，1983年交付运营。其间，铁道兵第十师五十团十三连从1974年到1977年连续3年在海拔5010米的配属科研单位开展冻土施工试验，1978年11月被铁道兵党委命名为“风火山尖兵连”并记集体二等功。

### 铁道兵第十一师
1952年2月组建，由农业建设第五师改编。1954年6月24日从朝鲜回国。1981年与铁道兵第十三师合编为新的铁道兵第十一师，是当时铁道兵的“首都师”。1984年1月改称铁道部第十六工程局，驻北京市朝阳区。1999年12月改称中铁第十六工程局。2000年划归中共中央企业工作委员会管理。2002年改制为中铁十六局集团有限公司。2003年改归国务院国有资产监督管理委员会管理。2008年3月随同中国铁建整体上市。

### 铁道兵第十二师
1964年9月，铁道兵扩编并组建铁道兵第十二师。1965年起在北京修建北京地铁。1976年转隶中国人民解放军基本建设工程兵。1982年转业。后来成为北京城建集团。

### 铁道兵第十三师
1964年9月，铁道兵扩编并组建铁道兵第十三师。1981年与铁道兵第十一师合编为新的铁道兵第十一师。

### 铁道兵第十四师
1965年7月，组建铁道兵第十四师。1981年3月5日，师部机关及部分部队组建沈阳军区守备第十二师师部，驻赤峰市，1992年撤编。其他部队1981年合编到铁道兵第八师。

### 铁道兵第十五师
1969年3月，组建铁道兵第十五师，参加北京地铁工程建设。1975年转隶中国人民解放军基本建设工程兵。

### 铁道兵学院
1974年8月，军委铁道兵在长沙政治学校旧址（黄土岭正街2号）组建铁道兵军政干部学校。军级单位。受铁道兵领导。党政工作与后勤供应由广州军区代管。1975年10月开学。1978年1月改称铁道兵学院。院长董超，政委李平。设3个学员大队、11个学员队。培训团以下军政后的各级领导干部。至1983年7月共培训学员6000余人。1983年4月学院撤销。原址组建中国人民解放军干部文化学校，隶属总政治部。

### 铁道兵工程学院
1950年6月，中央軍委批准組建一所鐵道兵幹部學校。1950年9月1日，解放軍鐵道兵團幹部學校在北京創校。1950年11月6日，解放軍鐵道兵團幹部學校遷址河南省洛陽市。1951年5月，中央軍委批准解放軍鐵道兵團幹部學校遷址河北省石家莊市。1954年4月，中央軍委命令解放軍鐵道兵團幹部學校更名為鐵道兵學校，師級建制，開始培養鐵道兵初級、中級指揮員。1958年4月，重慶軍事交通學校被併入鐵道兵學校。
1961年，鐵道兵學校更名為第一鐵道兵學校。1961年7月，第一鐵道兵學校透過全國統一高考招收大學本科學員，設有橋樑、線隧、機械專業。1962年7月1日，中國人民解放軍總參謀部批准第一鐵道兵學校更名為鐵道兵學院，軍級建制，設有指揮學系、工程學系和軍事交通學系。
1970年3月，中央軍委批覆，鐵道兵命令組建鐵道兵學校，行使軍級權限。1973年，鐵道兵學校鐵道工程專業開始招生。1975年，鐵道兵學校招收高級中學畢業的解放軍戰士入學。1976年1月，鐵道兵學校更名為鐵道兵技術學校。1978年1月13日，鐵道兵技術學校更名為鐵道兵工程學院，軍級建制。1979年4月，中央軍委批准，中華人民共和國教育部與中國人民解放軍總政治部在聯合通知中，將鐵道兵工程學院列入全國重點高等院校第一批錄取院校。
1983年7月8日，中國人民解放軍總後勤部通知，鐵道兵工程學院軍事交通學系從1983年8月1日起移交中國人民解放軍後勤學院（1986年1月15日與中國人民解放軍軍事學院、中國人民解放軍政治學院合併為中國人民解放軍國防大學）。1984年1月1日，遵照中華人民共和國國務院與中央軍委決定，鐵道兵被併入中華人民共和國鐵道部，鐵道兵工程學院更名為石家莊鐵道學院。

### 铁道兵东北嫩江基地
1969年6月组建铁道兵嫩江五七农场，1970年改为东北农场，1979年改为东北嫩江基地。建场初期目的是生产黄豆，供应铁道兵施工部队一线战士的蛋白质摄入补充。1979年，基地生产小麦、大豆1.8亿斤，人均产粮34644斤，创历史最好水平。1984年移交总后勤部嫩江基地，2002年再移交至中储粮集团，现为中储粮嫩江直属库。

## 历任领导

### 东北民主联军铁道司令部、东北民主联军护路军司令部
- 司令员：苏进（1946年5月－1948年7月）[4]
- 副司令员：王光文（1946年5月－1948年7月）
- 参谋长：张进（1946年5月－？，兼军法处处长）
- 政治部副主任：郭德林（1946年5月－1948年7月）
- 供给部部长：郑思索（1946年5月－1948年7月）

### 东北人民解放军铁道纵队
- 司令员：黄逸峰（1948年7月－1949年3月，东北铁路修复工程局局长兼）[37]
- 副司令员：苏进（1948年7月－8月，东北铁路修复工程局第一副局长兼）、李寿轩（1948年8月－1949年3月，东北铁路修复工程局第一副局长兼）
- 参谋长：苏进（1948年7月－8月，副司令员兼）、李寿轩（1948年8月－1949年3月，副司令员兼）
- 副政治委员：何伟（1948年7月－1949年3月，东北铁路修复工程局第二副局长兼）
- 政治部主任：何伟（1948年7月－1949年3月，副政治委员兼）[38]
- 供给部部长：郑思索（1948年7月－1949年3月）
- 总工程师：武可久（1948年7月－1949年3月，东北铁路修复工程局第三副局长兼）

### 中国人民革命军事委员会铁道部
部长
- 滕代远（1949年1月－10月）[39]

副部长
- 吕正操（1949年4月－10月）[39][40]
- 武竞天（1949年4月－10月）[39]

政治部主任
- 王鹤峰（1949年2月－10月）

### 附：中朝联合铁道军事运输司令部
- 司令员：贺晋年（1951年8月－？，东北军区副司令员兼）[41][42][43][44]
- 政治委员：张明远（1951年8月－？，中共中央东北局秘书长兼）[42][43][44]
- 副司令员：中方：刘居英、李寿轩、叶林；朝方：南学龙、金黄一（1951年8月－1954年）[42][43][44]
- 副政治委员：中方：崔田民；朝方：苏尚贤（1951年8月－1954年）[42][43][44]
- 政治部主任：崔田民（1951年8月－1954年，副政治委员兼）[44]
- 政治部副主任：陈力（1951年8月－1954年）[44]
- 中朝联合前方铁道运输司令部司令员：刘居英（1951年11月－1954年，副司令员兼）[42][43][44]
- 中朝联合前方铁道运输司令部政治委员：刘居英（1951年11月－1953年，前方运输司令部司令员兼）[42][43][44]、崔田民（1953年－1954年）[44]
- 中朝联合前方铁道运输司令部副司令员：中方：李寿轩；朝方：金黄一（1951年11月－1954年）[42][43][44]
- 中朝联合前方铁道运输司令部副政治委员：崔田民（1951年11月－1953年）[44][45]
- 朝鲜铁道军事管理总局局长兼政治委员：刘居英（1951年8月－1954年，副司令员兼）[42][43][44][46][47]
- 朝鲜铁道军事管理总局副局长：中方：黄铎（1951年－1954年）；朝方：金黄一（1951年8月－？）[43][44]
- 朝鲜铁道军事管理总局副政治委员：吴冶山（1951年8月－1954年）
- 运输局局长：周克（1951年8月－？）[44]
- 运输局副局长：朝方：金在贤（1951年8月－？）[44]
- 抢修指挥局局长：李寿轩（1951年8月－1951年12月，副司令员兼）[44]、彭敏（1951年12月－1953年）[44]、刘克（1953年－1953年11月，初为代理）[44]
- 抢修指挥局副局长：中方：彭敏（1951年8月－1951年12月）；朝方：权泽（1951年8月－1953年11月）[44]
- 新建铁路指挥局局长：郭维城（1952年12月－1953年11月）[44]
- 新建铁路指挥局副局长：朝方：金相仁（1952年12月－1953年11月）[44]

### 附：中国人民志愿军司令部军事交通部
- 部长：？（1954年3月－？）[48]

### 附：中国人民志愿军铁道兵指挥所
- 司令员：郭维城（1953年11月－1954年）[49]
- 政治委员：袁光（1953年11月－1954年9月）[49]

### 中国人民解放军铁道兵团（中国人民志愿军铁道兵团）
| 中国人民解放军铁道兵团司令员 - 滕代远（1949年5月－1953年11月） 中国人民解放军铁道兵团副司令员 - 吕正操（1949年5月－1953年11月） - 张鹤鸣（1949年10月－1952年7月逝世，未到职） - 陈正湘（1950年6月－1953年2月，第一副司令员） - 李寿轩（1950年6月－1953年11月，第二副司令员） - 彭敏（1951年12月－1952年9月） - 龙桂林（1952年11月－1953年11月，后勤副司令员） - 刘克（1953年1月－1953年11月，技术副司令员兼工程部部长） | 中国人民解放军铁道兵团政治委员 - 滕代远（1949年5月－1953年11月，司令员兼） 中国人民解放军铁道兵团副政治委员 - 崔田民（1949年9月－1953年11月） |

| 中国人民解放军铁道兵团参谋长 - 李寿轩（1949年5月－1951年12月） - 徐斌（1952年11月－1953年11月） | 中国人民解放军铁道兵团政治部主任 - 黄逸峰（1949年5月－5月，未到职） - 王鹤峰（1949年5月－1951年，军委铁道部政治部主任兼） - 崔田民（1949年9月－1953年11月，副政治委员兼） |

| 中国人民解放军铁道兵团工程部部长 - 武可久（1949年5月－1950年6月，兼总工程师） - 彭敏（1950年6月－1951年12月，兼总工程师） | 中国人民解放军铁道兵团后勤部部长 - 李崇禧（1949年－1951年） |

中国人民解放军铁道兵团干部管理部部长
- 袁光（1952年9月－1953年11月）

### 中国人民解放军铁道兵
| 中国人民解放军铁道兵司令员 1. 王震（1954年2月－1957年9月） 2. 李寿轩（1957年9月－1968年6月） 3. 张翼翔（1968年6月－1969年5月） 4. 刘贤权（1969年5月－1975年4月） 5. 吴克华（1975年4月－1977年9月） 6. 陈再道（1977年9月－1983年1月） 中国人民解放军铁道兵副司令员 - 李寿轩（1954年3月－1954年11月；1954年11月－1957年9月，第一副司令员） - 刘克（1954年3月－1959年4月，技术副司令员兼工程部部长；1959年4月－1964年6月） - 龙桂林（1954年3月－1954年11月，后勤副司令员） - 郭维城（1954年11月－1967年5月，第二副司令员；1975年8月－1983年1月） - 刘金轩（1959年11月－1975年8月） - 罗华生（1960年8月－1975年8月） - 彭海贵（1969年8月－1975年8月；1977年12月－1983年1月） - 别祖后（1969年8月－1979年12月） - 肖春先（1969年8月－1975年8月） - 蓝庭辉（1971年2月－1983年1月） - 何辉燕（1971年2月－1983年1月） - 亓谦斋（1973年11月－1983年1月） - 徐斌（1977年12月－1983年1月） - 刘居英（1978年8月－1983年1月） | 中国人民解放军铁道兵政治委员 - 王震（1954年4月－1957年4月） - 崔田民（1957年9月－1964年11月） - 吕正操（1964年11月－？，第一政治委员） - 崔田民（1964年11月－？，第二政治委员） - 刘贤权（1968年9月－1969年5月） - 宋维栻（1969年5月－1975年4月，第一政治委员） - 崔田民（1973年11月－1975年8月，第二政治委员） - 吕正操（1975年8月－1977年12月） - 吕正操（1977年12月－1983年1月，第一政治委员） - 旷伏兆（1978年5月－1983年1月，第二政治委员） 中国人民解放军铁道兵副政治委员 - 崔田民（1954年4月－1957年9月） - 王集成（1957年1月－1967年6月） - 王贵德（1964年2月－1975年8月） - 郭延林（1969年5月－1983年1月） - 王洪川（1971年2月－1975年8月） - 訾修林（1975年8月－1983年1月） - 李际祥（1975年8月－1983年1月） - 邱子明（1976年10月－1979年3月） - 张子明（1979年1月－1983年1月） |

顾问
- 崔田民（1975年8月30日－1978年）
- 刘金轩（1975年8月30日－1983年1月）
- 肖春先（1975年8月30日－1983年1月）
- 王贵德（1975年8月30日－1983年1月）
- 张永励（1975年－1982年）
- 王亢（1977年12月23日－1982年11月）
- 王洪川（1977年12月23日－1983年1月）
- 罗亦经（1979年3月22日－1983年1月）
- 别祖后（1979年12月－1981年7月16日逝世）

| 中国人民解放军铁道兵司令部参谋长 1. 徐斌（1954年3月－1959年1月） 2. 何辉燕（1959年4月－1969年8月） 3. 彭海贵（1969年8月－1975年8月，兼任） 4. 龙桂林（1975年8月－1978年8月） 5. 尚志功（1978年8月－1983年1月） 中国人民解放军铁道兵司令部副参谋长 - 张吉厚（1955年4月－1956年4月） - 魏然（1957年6月－1960年7月） - 张云山（1957年6月－1963年3月，1966年3月－1969年8月） - 蓝庭辉（1960年7月－1971年2月） - 陈德三（1960年7月－1963年3月，1971年2月－1976年7月） - 张致清（1962年3月－1963年4月） - 汪祖美（1963年4月－1976年6月） - 张鸿智（1969年8月－1976年10月） - 尚志功（1969年8月－1975年8月） - 宋瑞章（1970年1月－1976年10月） - 袁岩波（1971年2月－1976年7月） - 王功（1976年6月－1983年1月） - 潘田（1966年5月－1983年1月，兼任） - 梁其舟（1978年1月－1983年1月） | 中国人民解放军铁道兵政治部主任 1. 崔田民（1954年3月－1957年2月，兼任） 2. 王集成（1957年2月－1959年4月） 3. 陈力（1959年4月－1960年4月） 4. 王集成（1960年4月－1964年1月，兼任） 5. 王贵德（1964年1月－1968年8月，兼任） 6. 郭延林（1968年8月－1969年8月） 7. 王洪川（1969年8月－1975年8月，1971年2月起为兼任） 8. 徐诚之（1975年8月－1978年5月） 9. 展明（1978年5月－1983年1月） 中国人民解放军铁道兵政治部副主任 - 陈力（1954年11月－1959年4月） - 袁光（1954年11月－1955年12月） - 张治安（1956年11月－1964年9月） - 任克加（1960年7月－1964年3月） - 张崇文（1960年4月－1978年3月） - 邱子明（1961年9月－1978年5月） - 王洪川（1968年8月－1969年8月） - 李清德（1969年8月－1983年1月） - 罗彬（1969年8月－1973年10月） - 张英（1971年2月－1978年11月） - 刘谦益（1971年2月－1976年6月） - 张少华（1976年6月－1980年12月） - 席华亭（1978年1月－1983年1月） - 蔡炳臣（1978年5月－1978年8月） |

| 中国人民解放军铁道兵后勤部部长 1. 王景坤（1954年3月－1956年4月） 2. 黎化南（1957年9月－1961年1月） 3. 别祖后（1961年5月－1975年8月，1969年8月起为兼任） 4. 尚志功（1975年8月－1978年8月） 5. 范富山（1979年2月－1982年10月） 中国人民解放军铁道兵后勤部政治委员 1. 程荣耀（1957年6月－1959年11月） 2. 郭延林（1960年8月－1963年4月） 3. 陈德三（1963年4月－1966年3月） 4. 岳心广（1969年8月－1979年2月） 5. 何鸿业（1979年2月－1983年1月） 中国人民解放军铁道兵后勤部副部长 - 刘谦益（1955年6月－1956年4月，1958年4月－1964年6月） - 石中白（1955年－1957年） - 别祖后（1958年10月－1961年5月） - 张先志（1960年12月－1963年3月，1966年5月－1976年7月） - 喻泽贵（1962年2月－1976年7月） - 徐元甫（1963年8月－1965年11月） - 谢华（1964年6月－1982年6月） - 赵祥耀（1965年2月－1976年7月，1977年10月－1983年1月） - 雷铁鸣（1970年8月－1983年1月） - 孙兴发（1970年4月－1983年1月） - 姜世良（1970年4月－1976年7月） - 陈新（1978年4月－1983年1月） - 牛载丰（1979年4月－1983年1月） 中国人民解放军铁道兵后勤部副政治委员 - 杨培君（1954年3月－1954年7月） - 刘谦益（1954年7月－1955年6月，1964年6月－1971年2月） - 徐元甫（1965年11月－1976年6月） - 何文栓（1965年11月－1970年3月） - 康概（1971年2月－1979年6月） - 刘秉顺（1979年7月－1983年1月） | 中国人民解放军铁道兵总工程师 - 潘田（1966年5月－1983年1月） 中国人民解放军铁道兵副总工程师 - 华允璋（1954年－1958年） - 王传纪（1965年11月－1969年11月） - 苏青选（1976年7月－1983年1月） |

### 中国人民解放军铁道兵党委

#### 第一届
1950年10月11日，铁道兵团在北京举行第一次党代表会议，参加会议的正式代表62人。崔田民代表铁道兵团党委作工作报告，滕代远作会议总结。会议选举滕代远等10人为兵团新一届党委委员。
1950年10月24日，中央军委总政治部批准，由滕代远、陈正湘、崔田民、李寿轩、陈力、彭敏、李崇喜7人组成铁道兵团党委常委会，滕代远任书记，崔田民任副书记。
1950年9月6日，根据《中央关于成立中央各级党的纪律检查委员会的决定》及中央军委总政治部批准，铁道兵团由李寿轩、陈力、王景坤、彭敏、张先志、刘谦益、臧永安、杨培君、郭光组成纪律检查委员会，李寿轩任书记，陈力任副书记。
1953年1月7日，经中国人民志愿军党委批准，由崔田民、李寿轩、陈力、刘克、龙桂林、徐斌、袁光7人组成中国人民志愿军铁道兵团党委常委会，崔田民任党委书记。
1956年4月24日，中共铁道兵第一届代表大会在福建省南平市举行，与会代表251人（正式代表237人、候补代表14人）。大会由王震致开幕词并作总结讲话。大会选举王震、甘泗淇、崔田民为铁道兵出席中共八大代表。大会选举产生由王震、王景坤、龙桂林、刘克、任克加、华允车、陈力、李寿轩、张云山、张先志、张治安、苏超、沈鸿林、徐斌、郭延林、郭维城、崔田民、蓝庭辉、魏然19人组成的中共铁道兵第一届委员会，以及由崔田民等8人组成的铁道兵党的监察委员会。1956年5月3日，中共铁道兵委员会第一届第一次全体会议推选并经中共中央1956年6月18日批准，由王震、崔田民、李寿轩、郭维城、刘克、徐斌、陈力7人组成中共铁道兵委员会常委会，王震任党委第一书记，崔田民任第二书记，李寿轩任第三书记。铁道兵党的监察委员会由崔田民任书记，任克加、张治安任副书记。
1957年3月12日，经中共中央批准，增补王集成为铁道兵党委委员、常委。1957年11月13日，总政治部批复铁道兵，免去崔田民的监察委员会书记职务，由王集成任书记，张治安、任克加任副书记，并由王集成、张治安、任克加、魏然、程荣耀、王洪川、范化民组成监察委员会常委会。1958年11月14日，中共中央批复铁道兵，同意铁道兵党委第二书记崔田民任第一书记，第三书记李寿轩任第二书记；免去王震的铁道兵党委第一书记职务。

#### 第二届
1960年4月18日，中共铁道兵第二届代表大会在北京举行，与会代表251名（正式代表242人、候补代表9人），列席人员51人。大会选举产生由王集成、龙桂林、刘克、刘金轩、任克加、安春华、陈德三、李军、李寿轩、李清德、张少华、张汉民、张治安、张崇文、别祖后、苏超、何辉燕、肖春先、罗彬、岳心广、徐元甫、徐诚之、郭延林、郭维城、贾庆祥、崔田民、黎化南27人组成的中共铁道兵第二届委员会和党的监察委员会。经第二届党委第一次全会选举并经中共中央批准，由崔田民、李寿轩、王集成、刘金轩、刘克、何辉燕、张崇文、黎化南、任克加9人组成中共铁道兵委员会常委会，崔田民任书记，李寿轩、王集成、刘金轩任副书记。铁道兵党的监察委员会由王集成任书记，何辉燕、张治安任副书记。1960年4月29日，中共中央副主席林彪来铁道兵领导机关视察，接见了出席中共铁道兵第二届代表大会的全体代表并合影。
1960年10月，增补罗华生为铁道兵党委委员、常委。1962年9月29日，增补邱子明为铁道兵党委委员、常委。
1962年12月21日，中共铁道兵第二届代表大会第二次会议在北京举行，与会代表203人（正式代表199人，候补代表4人），列席人员70人。会议传达中共中央、周恩来总理、中央军委关于扩编铁道兵参加修建森林铁路、公路的指示，听取并审査了铁道兵第二届党委和党委监察委员会的工作报告，讨论安排1963年任务。1962年12月27日，中央军委秘书长罗瑞卿到会并讲话。
1963年2月9日，增补罗华生为铁道兵党委副书记；同时增补罗华生等6人为铁道兵党委监察委员会委员，罗华生、邱子明任副书记，免去张治安的副书记职务。1963年3月16日，增补郭维城、别祖后为铁道兵党委常委。

#### 第三届
1963年12月12日，中共铁道兵第三届代表大会在北京举行，与会代表283人，铁直机关部长、处长56人列席。大会选举产生中共铁道兵第三届委员会和党的监察委员会。中共铁道兵第三届委员会由王洪川、王贵德、王集成、任克加、 刘金轩、安春华、陈德三、李军、李庆柳、李寿轩、张少华、张汉民、张治安、 张崇文、别祖后、何辉燕、汪祖美、苏超、余金龙、肖彭、肖春先、邱子明、罗华生、岳心广、徐元甫、徐诚之、郭延林、郭维城、贾庆祥、崔田民、蓝庭辉31人组成。经第三届党委第一次全会选举并经中共中央1964年1月21日批准，由崔田民、李寿轩、王集成、刘金轩、罗华生、王贵德、郭维城、何辉燕、邱子明、张崇文、别祖后11人组成中共铁道兵委员会常委会，崔田民任书记，李寿轩、王集成、刘金轩、罗华生任副书记。1964年1月23日，中共中央批准王集成任党委监察委员会书记，王贵德、邱子明任副书记。大会期间，中央军委领导人叶剑英、贺龙、刘伯承、聂荣臻、罗瑞卿等接见大会全体代表。
1964年9月15日，铁道兵党委第三届第二次全会（扩大）在北京举行，与会42人。会议由崔田民主持，传达了总参谋长罗瑞卿在军委办公会议第7次扩大会议上的总结讲话及副总参谋长杨成武就再度扩编铁道兵参加西南铁路建设问题给国务院、中央军委的报告。
1964年12月25日，中共中央批准吕正操任铁道兵党委委员、常委、第一书记；铁道兵第二政治委员崔田民任第二书记。
1965年8月10日，铁道兵党委第三届第四次全会在北京举行，讨论贯彻中央军委关于搞好连队秩序的规定以及军队抽调干部参加地方四清的问题。1965年8月17日，毛泽东、刘少奇、周恩来、邓小平、董必武、彭真、贺龙、李先念、谭震林等党和国家领导人接见与会人员。
1966年2月25日，铁道兵第三届党委扩大会议举行，与会328人。会议学习毛泽东主席《在扩大的中央工作会议上的讲话》及有关指示，传达全军政工会议文件。
1968年7月23日，中共中央批准增补张翼翔为铁道兵党委委员、常委、书记。
1968年8月14日，铁道兵第三届党委扩大会议举行，学习贯彻中央军委对加强军队组织纪律性的指示。1968年11月8日，铁道兵第三届党委扩大会议举行，讨论贯彻中共八届扩大的十二中全会的措施。
1968年11月20日，中共中央批准，增补刘贤权为铁道兵党委委员、常委、第一书记，张翼翔为第二书记，郭延林为常委。
1968年12月上旬，铁道兵第三届党委扩大会议举行，选出出席中共九大的代表：张翼翔、刘贤权、罗华生、彭海贵、王功、孙海同、孙承鸿、李海明、林庆传、王恒山、雷源清、胡清碧（女）。
1969年5月6日，铁道兵第三届党委扩大会议举行。会议期间，1969年5月19日毛泽东及其他中央领导人接见与会人员。

#### 第四届
1969年6月16日，中共铁道兵第四届代表大会在北京举行，与会正式代表816人，列席代表42人。大会传达中国共产党第九次全国代表大会精神，刘贤权作党委工作报告。大会选举产生由于坦、马茂林、方正、王万祥、王茂才、王洪川、王贵德、韦彩猷、田仁明、刘守 义、刘贤权、刘金轩、孙承鸿、陈辛火、陈德三、李云龙、李庆柳、李清德、张 英、张云山、张志健、张治安、张鸿智、杨旭初、宋维栻、别祖后，圧祖美、苏 超、何辉燕、余金龙、肖春先、沈鸿林、罗彬、罗华生、岳心广、尚志功、姜世良、徐冰、秦云、席华亭、郭延林、贾庆祥、袁岩波、康慨、阎斌、彭绍智、彭海贵、蓝庭辉、黎群等49人组成的中共铁道兵第四届委员会。经第四届党委第一次全会选举并经中共中央批准，王洪川、刘贤权、宋维栻、别祖 后、罗华生、郭延林、彭海贵7人任党委常委，刘贤权任第一书记，宋维栻任第二书记，罗华生任副书记。
1973年3月21日，经中共中央批准，增补肖春先、刘金轩、蓝庭辉、王贵德为铁道兵党委常委。1975年4月17日，增补崔田民为铁道兵党委委员、常委、副书记，何辉燕为常委。
1975年8月30日，中央军委通知，调整铁道兵党委常委为：第一书记吴克华，第二书记吕正操，常委吴克华、吕正操、訾修林、蓝庭辉、何辉燕、别祖后、郭延林、龙桂林、徐诚之。
1977年12月20日，经中共中央批准，吕正操任铁道兵党委第一书记；增补陈再道为铁道兵党委委员、常委、第二书记。1978年7月25日，增补旷伏兆为铁道兵党委委员、常委、副书记；彭海贵、邱子明、展明为铁道兵党委委员。1978年10月16日，增补尚志功为铁道兵党委常委。
1979年1月22日，铁道兵党委全会举行，选举产生由13人组成的铁道兵党委纪律检查委员会。经铁道兵党委选举并报中央军委批准，旷伏兆任铁道兵党委纪律检查委员会书记，郭延林、展明、刘金轩任副书记。
1979年6月16日，增补徐斌、刘居英、张子明为铁道兵党委常委。
1970年3月24日,铁道兵党委全会举行，协商通过李寿轩为第四届全国人大代表。
1970年10月5日，铁道兵党委全会举行，学习中共九届二中全会公报及中共中央、中央军委领导对军队工作和铁道兵工作的指示。1971年1月18日，铁道兵党委扩大会议举行，揭发批判陈伯达的反党罪行。1972年4月25日，铁道兵党委常委会议举行，学习中央军委《关于办好教导队加速部队轮训基层干部的指示》。
1973年6月2日，铁道兵党委常委扩大会议举行，与会30人，传达了由周恩来传达的毛泽东主席指示及中央工作会议文件，讨论了对《中国共产党章程》的修改意见，并提出了铁道兵出席中共十大代表的候选人名单。1973年6月20日，铁道兵党委扩大会议举行，选举产生铁道兵出席中共十大代表5人：刘贤权、刘金轩、杨旭初、李际祥、韦彩猷。
1973年9月20日，铁道兵党委全会（扩大）举行，选举产生铁道兵出席第四届全国人大代表：宋维栻、罗华生、蓝庭辉、郭延林、别祖后、何辉燕、王万祥、胡清碧（女）、于坦、陈文银、彭绍智、顾秀、马茂林、李清德、王明德、徐锦荣、宫照德、杜喜仁、路宗成、黎群、李馨诚、宋文海。
1975年7月29日，铁道兵党委常委扩大会议举行，与会59人。会议传达中共中央8号文件及中央军委《关于压缩军队定额，调整编制体制和安排超编干部的报告》、叶剑英副主席、邓小平副主席在中央军委扩大会议上的讲话，并提出了铁道兵精简整编方案和安排超编干部的意见。
1975年8月21日，铁道兵党委四届十二次全体（扩大）会议举行，与会376人。会议学习了毛泽东主席关于还是安定团结为好、把国民经济搞上去的指示，叶剑英副主席、邓小平副主席在中央军委扩大会议上的讲话，并讨论铁道兵精简整编方案和安排超编干部的意见。
1977年6月22日，铁道兵党委扩大会议举行，选举产生铁道兵出席中共十一大代表：吴克华、吕正操、席华亭、王志遂、尘金安、侯日菲。
1977年9月1日，铁道兵党委扩大会议举行，与会202人。会议传达了中共十一大精神，吴克华、吕正操讲话。会议提出继续揭批“四人帮”，搞好整党整风。
1977年12月12日，铁道兵党委扩大会议举行，选举产生铁道兵出席第五届全国人大代表：陈再道、蓝庭辉、何辉燕、郭延林、崔田民、龙桂林、徐诚之、岳心广、于克法、王万祥、李平、蔡报瑗、于坦 、苏宝臣、黎明、党培新、曾海生（女）、毛宪（女）、康风（女）、徐锦荣、杜喜仁、朱忠节、王振宗、李寿轩、赵立玉。
1977年12月下旬，铁道兵党委扩大会议举行。会议根据中央军委批复，揭发批判“四人帮”反党乱军、篡党夺权的阴谋活动。
1978年1月29日，铁道兵党委常委扩大会议举行。会议学习讨论《中央军委关于军队编制体制调整的方案》。会议期间，中共中央主席华国锋，副主席叶剑英、李先念、汪东兴接见与会人员。
1979年1月6日，铁道兵党委常委扩大会议举行，与会122人。吕正操传达了中央工作会议和中共十一届三中全会精神，旷伏兆代表铁道兵党委常委作工作损告，陈再道讲话。
1979年1月9日，铁道兵党委常委会议举行，研究贯彻中国人民解放军总参谋部关于应急战备指示精神。会议确定由副司令员蓝庭辉、彭海贵、徐斌和司令部、政治部、后勤部有关领导组成战备领导小组。
1980年1月25日，铁道兵党委常委扩大会议举行，与会215人。会议传达了邓小平副主席关于目前形势和任务的报告及全国计划会议精神，总结1979年工作并部署1980年任务。
1980年10月13日，铁道兵党委常委扩大会议举行，与会214人。会议传达了中共中央批准的《中央军委关于军队精简整编的方案》，制定了铁道兵精简整编方案。
1980年12月11日，铁道兵党代表会议举行，与会代表99人。会议选举旷伏兆、陈再道、李庆善、胡金铨、潘田5人为出席中共十二大正式代表；及书全为候补代表。
1980年12月22日，铁道兵党委召开团以上纪委书记座谈会，与会213人。会议传达了中共中央纪委贯彻《关于党内政治生活的若干准则》座谈会的精神和胡耀邦、甘渭汉在军队小组的讲话。
1981年7月9日，铁道兵党委常委扩大会议举行，与会178人。会议传达中共十一届六中全会精神，提出了铁道兵《关于深入学习六中全会精神的意见》；根据中央军委指示，会议补选吕正操为中共十二大代表。
1981年10月5日，铁道兵党委常委举行在京军职以上干部会议，传达全军高级干部集训班精神及中共中央、中央军委领导的讲话。
1982年1月6日，铁道兵党委举行师以上党委纪委书记座谈会，与会46人。会议传达了胡耀邦在全国第五次“两案”审理工作座谈会上的讲话。
1982年5月25日，铁道兵党委常委扩大会议举行，与会155人。总参谋部副总参谋长何正文、刘华清出席。会议传达了中共中央、中央军委关于撤销铁道兵建制，将铁道兵并入铁道部的决定。
1982年12月24日，铁道兵党委常委扩大会议举行，会议传达《国务院、中央军委关于铁道兵并入铁道部的决定》，三总部派员与会，铁道部部长陈璞如与会。

### 铁道兵善后工作领导小组
- 组长：郭维城（1983年1月－1986年12月）[11]
- 副组长：彭海贵、郭延林（1983年1月－1986年12月）[11]
- 成员：郭维城、彭海贵、郭延林、梁其舟、孙兴发、王功（1983年1月－1986年12月）[11]

### 铁道兵指挥部
- 指挥：尚志功（1983年1月－1984年1月1日）[11]
- 政治委员：李际祥（1983年1月－1984年1月1日）[11]
- 副指挥：王功、姜培敏、刘毓珊（1983年1月－1984年1月1日）[11]
- 政治部主任：刘秉顺（1983年1月－1984年1月1日）[11]

### 引用
1. 1 2 3 4 5 6 7 8 9 10 11 12  . 网易. 2014-06-26  [2017-02-11]. （原始内容存档于2017-02-11）.
2. 1 2 3 4 5 6 7 8 9  . 新华网. 2010-05-31  [2017-02-11]. （原始内容存档于2010-06-17）.
3. ↑  杨星明，我军接管东北铁路纪实，黑龙江史志2012(8):33-35
4. 1 2 3  苏进，东北民主联军护路军的历史贡献，军事历史1988年06期
5. ↑  李越然：《中苏外交亲历记：李越然回忆录》，世界知识出版社，2001年版，第26-27页。
6. ↑  滕久昕. . 党史纵览2016(1):29-30.   [2017-02-12]. （原始内容存档于2017-09-15）.
7. ↑  . 铁道兵家园. 2013-11-25  [2017-02-13]. （原始内容存档于2017-02-14）.
8. ↑  . 铁道兵家园. 2013-11-28  [2017-02-13]. （原始内容存档于2019-01-24）.
9. ↑  “铁道兵的建设方针”，《周恩来军事文选》第4卷第465页
10. ↑  . 铁道兵家园. 2013-12-09  [2017-02-13]. （原始内容存档于2019-01-24）.
11. 1 2 3 4 5 6 7 8  . 铁道兵家园. 2013-12-11  [2017-02-13]. （原始内容存档于2019-01-24）.
12. ↑  . 铁道兵家园. 2013-12-11  [2017-02-13]. （原始内容存档于2019-01-24）.
13. 1 2  . 中铁十一局集团有限公司. 2015-12-31  [2017-02-11]. （原始内容存档于2017-02-12）.
14. 1 2 3 4  . 搜狐. 2013-06-30  [2017年2月11日]. （原始内容存档于2017年2月12日）.
15. 1 2 3 4 5 6  . 凤凰网. 2009-08-17  [2017-02-11]. （原始内容存档于2017-02-12）.
16. 1 2  . 中铁十二局集团有限公司.   [2017-02-11]. （原始内容存档于2017-07-03）.
17. ↑  玛纳，东北回民支队，黑龙江民族丛刊1994(4)
18. 1 2  韩克，回忆东北回民支队，中国穆斯林2014(5):54-55
19. ↑  刘宝俊，回忆东北回民支队，宁夏大学学报(人文社会科学版)1985(2):109-117
20. ↑  . 中铁建大桥工程局集团第四工程有限公司. 2012-12-03  [2017-02-11]. （原始内容存档于2017-06-06）.
21. ↑  . 中国铁建大桥工程局集团有限公司.   [2017-02-11]. （原始内容存档于2017-02-12）.
22. ↑  . 中铁十四局集团有限公司.   [2017-02-11]. （原始内容存档于2017-02-11）.
23. ↑  . 网易. 2014-09-11  [2017-02-11]. （原始内容存档于2017-02-11）.
24. ↑  . 中铁十五局集团有限公司.   [2017-02-11]. （原始内容存档于2017-02-12）.
25. 1 2  . 中铁十五局集团第一工程有限公司. 2014-12-24  [2017-02-11]. （原始内容存档于2017-02-12）.
26. ↑  . 中铁十七局集团有限公司. 2011-05-27  [2017-02-11]. （原始内容存档于2017-02-12）.
27. ↑  . 中铁十八局集团有限公司.   [2017-02-12]. （原始内容存档于2016-11-21）.
28. ↑  . 广西住房和城乡建设厅.   [2017-02-12]. （原始内容存档于2020-11-04）.
29. ↑  . 中铁十九局集团有限公司.   [2017-02-12]. （原始内容存档于2017-09-23）.
30. ↑  . 中铁二十局集团有限公司. 2016-05-30  [2017-02-11]. （原始内容存档于2012-09-02）.
31. ↑  . 中国矿业大学. 2016-10-11  [2017-02-11]. （原始内容存档于2017-02-11）.
32. ↑  . 中国高陵网. 2016-04-26  [2017-02-11]. （原始内容存档于2017-02-12）.
33. ↑  . 中国青年报2011年06月28日，第03版.   [2017年2月11日]. （原始内容存档于2011年8月12日）.
34. 1 2  . 中铁十六局集团有限公司. 2014-01-10  [2017-02-11]. （原始内容存档于2017-02-12）.
35. ↑  国家粮食和物资储备局. .
36. ↑  . 中储粮发布. 已忽略文本“ 在嫩江直属库 储粮人是怎样“炼”成的” (帮助)
37. 1 2 3  . 中国铁道建筑报. 2012-07-17  [2017-02-11]. （原始内容存档于2017-02-12）.
38. ↑  . 中国档案信息网. 2014-05-26  [2017-02-11]. （原始内容存档于2017-02-12）.
39. 1 2 3  姚叔平，共和国诞生前夕的军委铁道部，人民铁道报2009年10月8日，B4版
40. 1 2 3 4 5  . 网易. 2009-10-13  [2017-02-11]. （原始内容存档于2020-11-18）.
41. ↑  . 新华网. 2010-09-07  [2017-02-12]. （原始内容存档于2017-02-12）.
42. 1 2 3 4 5 6 7 8  . 搜狐. 2013-04-28  [2017-02-12]. （原始内容存档于2017-02-13）.
43. 1 2 3 4 5 6 7 8 9  . 中华网. 2014-01-15  [2017-02-12]. （原始内容存档于2017-02-12）.
44. 1 2 3 4 5 6 7 8 9 10 11 12 13 14 15 16 17 18 19 20 21  胡光正、马善营 编. . 解放军出版社. 1987年.
45. ↑  . 绥德县人民政府. 2013-09-09  [2017-02-12]. （原始内容存档于2017-02-13）.
46. ↑  . 华夏经纬网. 2011-04-06  [2017-02-12]. （原始内容存档于2017-02-13）.
47. ↑  . 中国网.   [2017-02-12]. （原始内容存档于2004-09-13）.
48. ↑  . 中国网.   [2017-02-12]. （原始内容存档于2004-09-13）.
49. 1 2  . 人民网. 2010-09-27  [2017-02-12]. （原始内容存档于2017-02-13）.
50. 1 2 3  . 中国共产党新闻网.   [2017-02-12]. （原始内容存档于2020-11-04）.
51. ↑  . 安徽文化网. 2008-12-16  [2017-02-12]. （原始内容存档于2017-02-13）.
52. ↑  . 新华网. 2014-12-28  [2017-02-11]. （原始内容存档于2017-02-12）.